# Washburn (Dacota do Norte)
Washburn é uma cidade localizada no estado norte-americano de Dacota do Norte, no Condado de McLean.

## Demografia
Segundo o censo norte-americano de 2000, a sua população era de 1389 habitantes.
Em 2006, foi estimada uma população de 1256, um decréscimo de 133 (-9.6%).

## Geografia
De acordo com o United States Census Bureau tem uma área de
4,9 km², dos quais 4,6 km² cobertos por terra e 0,3 km² cobertos por água. Washburn localiza-se a aproximadamente 564 m acima do nível do mar.

## Localidades na vizinhança
O diagrama seguinte representa as localidades num raio de 28 km ao redor de Washburn.